# Vela als Jocs Olímpics d'estiu de 1912 - 6 metres

6 metres

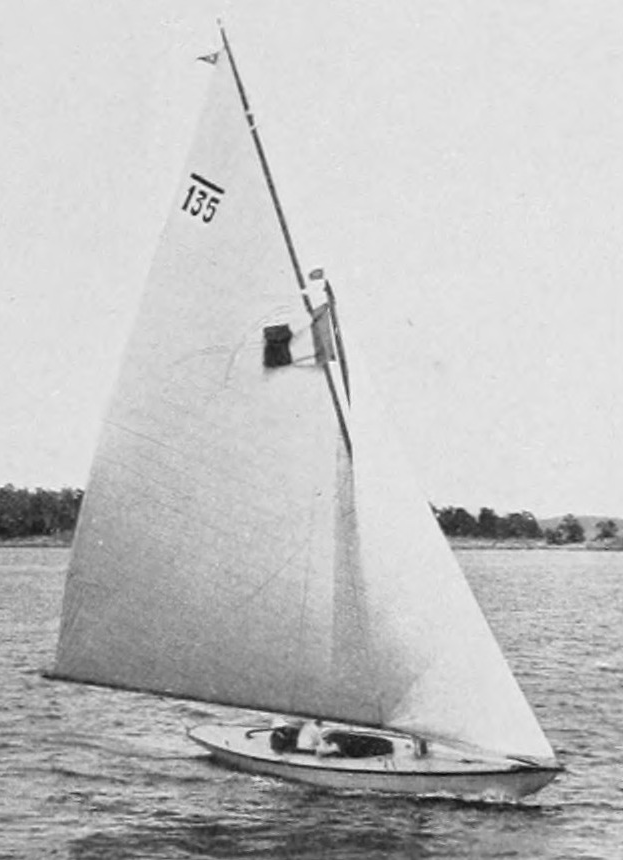
Mac Miche vencedor de l'or

Els 6 metres va ser una de les quatre proves de vela que es van disputar al camp de regates de Nynäshamn durant els Jocs Olímpics d'Estocolm de 1912. Hi van prendre part 18 navegants repartits ens sis vaixells en representació de cinc països diferents. Es disputà entre el 20 i el 22 de juliol de 1912.

## Resultats finals
Es van disputar 2 regates per una distància total de 21,3 milles nàutiques. La classificació es determinava segons els punts obtinguts en cadascuna de les regates a raó de 7 punts pel primer, 3 pel segon i 1 pel tercer.
| Pos.   | Vaixell               | Tripulació                                                    | 1a regata | 1a regata | 1a regata | 2a regata | 2a regata | 2a regata | Punts Totals | Desempat | Desempat |
| Pos.   | Vaixell               | Tripulació                                                    | Pos.      | Temps     | Punts     | Pos.      | Temps     | Punts     | Punts Totals | Pos.     | Temps    |
| ------ | --------------------- | ------------------------------------------------------------- | --------- | --------- | --------- | --------- | --------- | --------- | ------------ | -------- | -------- |
| Or     | Mac Miche · França    | Gaston Thubé Amédée Thubé Jacques Thubé                       | 2         | 2h35'20"  | 3         | 1         | 2h23'44"  | 7         | 10           | 1        | 2h38'48" |
| Argent | Nurdug II · Dinamarca | Hans Meulengracht-Madsen Steen Herschend Sven Thomsen         | 1         | 2h34'41"  | 7         | 2         | 2h26'07"  | 3         | 10           | 2        | 2h41'40" |
| Bronze | Kerstin · Suècia      | Harald Sandberg Eric Sandberg Otto Aust                       | 4         | 2h39'33"  | -         | 3         | 2h26'44"  | 1         | 1            | 1        | 2h42'32" |
| 4      | Sass · Suècia         | Olof Mark Edvin Hagberg Jonas Jonsson                         | 3         | 2h37'01"  | 1         | 4         | 2h30'24"  |           | 1            | 2        | 2h44'11" |
| 5      | Finn II Finlàndia     | Ernst Estlander Torsten Sandelin Gunnar Stenbäck              | 6         | 2h44'54"  | -         | 6         | 2h31'02"  | -         | -            |          |          |
| 5      | Sonja II · Noruega    | Edvart Christensen Hans Christiansen Eigil Kragh Christiansen | 5         | 2h39'48"  | -         | 5         | 2h30'39"  | -         | -            |          |          |

## Àrea de regates
Per la cursa dels 8 metres es va emprar el camp de regates B.

## Condicions meteorològiques
| Data           | Cursa | Descripció              | Vel. vent                              | Direcció vent | Sortida |
| -------------- | ----- | ----------------------- | -------------------------------------- | ------------- | ------- |
| 20 juliol 1912 | 1     | Lleugera brisa de l'est | 5 knots (9.3 km/h) - 9 knots (17 km/h) |               | 11:45   |
| 21 juliol 1912 | 2     | leugera brisa al matí   | 4 knots (7.4 km/h) - 6 knots (11 km/h) |               | 11:45   |
| 22 juliol 1912 | 3     | Vents molt lleugers     | 5 knots (9.3 km/h) - 7 knots (13 km/h) |               | 11:45   |